# 千葉県立若松高等学校
千葉県立若松高等学校（ちばけんりつ わかまつこうとうがっこう）は、千葉県千葉市若葉区若松町にある県立高等学校。

## 設置学科
- 普通科

## 沿革
- 1976年（昭和51年）4月15日 - 開校式ならびに第1回入学式を挙行[1]
- 1986年（昭和61年）10月30日 - 創立10周年記念式典挙行
- 1996年（平成8年）10月26日 - 創立20周年記念式典挙行
- 2006年（平成18年）11月24日 - 創立30周年記念式典挙行
- 2016年（平成28年）11月4日 - 創立40周年記念講演会開催

## 部活動
☆運動部
- 野球部
- サッカー部
- 卓球部
- バスケットボール部(男女)
- バドミントン部(男女)
- バレーボール部(女子)
- 剣道部
- 陸上競技部
- ソフトテニス部
- テニス部(男女)
- ハンドボール部(男女)
- ワンダーフォーゲル部
- 弓道部

☆文化部
- 演劇部
- 科学部
- 吹奏楽部
- 書道部
- 美術部
- イラストレーション部
- 英語部
- 茶道部
- 華道部
- 写真部
- 合唱部
- 囲碁･将棋部
- 料理部

☆同好会
- 文芸同好会
- コンピュータ同好会

## 著名な出身者
- 砂森和也 - プロサッカー選手
- 飯塚悟志（東京03） - お笑いタレント
- 金原亭龍馬 - 落語家
- 香西宏昭 - 車いすバスケットボール選手
- 木村真那月(元子役)

## 交通
- JR都賀駅より徒歩20分
- JR都賀駅より平和交通「若松高校前」停留所下車徒歩0分